# Нърд
Нърд (на английски: nerd, по-рядко nurd), е трудна за превод дума, защото няма точно еквивалентно понятие на български. Използва се предимно в САЩ и като стереотипна или архетипна характеристика означава човек с интелигентност над средно ниво, чиито интереси (обикновено в областта на науката и математиката) не се споделят от преобладаващото мнозинство в обществото.

## Етимология
Думата „нърд“ (със значение „старомоден“) води началото си най-късно от 1951 г., когато Нюзуик съобщава за използването ѝ в Детройт като сравнително нова дума. До 1960-те думата приема нови значения: на пристрастеност към книгите и неспособност за социални контакти. За първи път думата „нърд“ се появява в книга, публикувана през 1950 г. – Ако бях управител на зоопарка, в която така се нарича едно от многото комични въображаеми животни на Д-р Сус (Джералд МакГру, разказвачът в книгата, заявява, че би искал да събере „един нъркъл, един нърд и един гледачсмукач“ за своя въображаем зоопарк). Друга теория открива произхода на думата „нърд“ като вариант на името на Мортимър Снърд, бавно загряващ герой от радио шоу на актьора вентрилоквист Едгар Берген от 1940-те. Трета теория свързва думата с отдела за научноизследователска и развойна дейност на компанията Нортърн Електрик – Northern Electric Research and Development, чиито работници и служители носят на облеклото си фирмената емблема – съкращението N.E.R.D. Има и теория, която твърди, че думата „нърд“ (nerd) е получена от knurd (нърд) при четене на думата drunk (пиян) отзад напред, за да характеризира някого, който не пие на партита (вижте също за думата нърд, използвана в Света на диска от Тери Пратчет).

## Стереотипи
Стереотипната представа за нърд, изградена от масмедиите и мултипликационните филми, е на младеж с очила с висок диоптър (най-често счупени и залепени с изолирбанд), с брекети, облечен обикновено неподходящо за обстоятелствата. Хората, характеризирани като нърдове, могат да притежават черти като педантичност, затлъстяване или мършавост, късогледство, непохватност, липса на хигиенни навици. Обикновено им липсват изискани обноски и способности за нормално общуване, освен по технически теми, в които обаче са изключително компетентни.
Въпреки тези непривлекателни социални характеристики, от края на 1990-те много нърдове пропагандират в Интернет думата нърд като повод за гордост и започват да я използват като положителна характеристика за технически компетентни хора. Макар традиционно термините „нърд“ и „гийк“ да се използват за мъже и момчета, те биват възприети и от много жени с интереси в областта на технологиите, науката, математиката и други доминирани от мъже типични интелектуални области, като символ на завоеванията на жените в тези области.
Във връзка с изградената за тях в някои западни общества представа като за така наречено образцово малцинство, някои източноазиатци биват стереотипизирани като усърдни и мълчаливи нърдове.
С възхода на Силициевата долина и американската компютърна индустрия мнозина от нърдовете натрупват значителни състояния. Някои от характерните за тях интереси, като интерес към супергероите и научната фантастика стават по-популярни. В днешно време някои от техните черти се считат дори за желателни, защото предполагат човек, който е умен, достоен за уважение, интересен и получаващ голяма заплата. Стереотипното възприятие за тези хора еволюира от странност и социален остракизъм към по-широко възприемане и понякога дори възхищение от тяхната различност.

## Нърдовете в изкуството и литературата
В литературата образите на добри нърдове обикновено представляват добросърдечни хора, които не желаят да навредят на никого, но които биват тормозени от явно по-нискостоящите от тях в интелектуално отношение. Много нърдове в литературата играят второстепенни роли, които осигуряват ценни източници на информация или полезни умения в помощ на главните герои. Нърдовете като главни герои често имат тайни самоличности като супергерои, които имат необикновени тайни. Нърдовете във второстепенни роли често представляват технологични гении, които изобретяват или поправят сюжетни похвати, които дават възможност на главните герои да се придвижват към дадена цел. Със своята неспособност за общуване те служат също и като контраст, за да изпъкват много по-чаровните личности на главните герои.
Лошите нърдове, обикновено огорчени от живота, живеят като отхвърлени от обществото и търсят начин да си отмъстят на целия свят, като най-популярният архетип на супер злодей е лудият учен.
Нърдовете в японските анимационни филми, аниме, често носят кръгли бели матови очила със или без спирала, нарисувана върху тях. Ако носят прозрачни очила, те искат да ги сменят с такива, които отразяват светлината и им придават заплашителен вид. Тези герои обикновено играят по-важни роли отколкото в западните филми или литература, вероятно поради това, че японската култура силно набляга върху академичната работа и изследванията, а не върху успеха в обществото. (Забележка: хората, които правят аниме или манга често се самоопределят като отаку или нърдове).
През 1990-те години за „нърд“ се развиват различни позитивни значения в рамките на обществени сфери, свързани с информатиката и Интернет които с гордост характеризират личности с висока техническа квалификация. Това се разширява и към финансовия успех в тези области, като самият Бил Гейтс често се описва като нърд, макар и забележително заможен. Популярният уебсайт за компютърни новини Slashdot се обявява за като сайт за „Новини за нърдове. Неща, които имат значение“ (News for nerds. Stuff that matters).
Онези, които не са нърдове, обикновено си представят нърдовете като хора интелигентни, но неспособни за социални контакти. Като стереотип, в средните училища по-„популярните“ и по-опитните в социално отношение тийнейджъри често се подиграват и тормозят онези, които са определяни като нърдове и които имат репутация на дълбоко навлезли в академичните области. Нърдовете обикновено показват повишен интерес към сложни предмети и често функционират като енциклопедисти. Редица теми от областта на компютрите и технологиите, комиксите, ролевите игри, класическата музика, изкуствения интелект, аниме, киното, научната фантастика и фентъзи литературата са здраво свързани с нърдове.
Поради тези тенденции някои хора са забелязали сходства между поведението на нърдовете и нервното разстройство, наречено синдром на Аспергер. Обаче няма научни трудове, в които да е доказана взаимовръзката или някаква друга връзка между двете явления; съществуват само анекдотични доказателства.

## Нърдове и гийкове
Учени и наблюдатели спорят каква е взаимната връзката между термините нърд и гийк. Някои разглеждат гийка като нърд с по-малка техническа квалификация. Други твърдят, че нърдовете имат както техническа квалификация, така и умения да общуват, докато гийковете показват техническа квалификация, но неумение да общуват. Трети застъпват точно противоположното мнение – че гийковете са противоположност на нърдовете по това, че са способни да общуват, а нърдовете – не, като с гордост се наричат гийкове (сравнете Geekcorps, организация, която изпраща хора с техническа квалификация в страни от Третия свят, за да помагат за развитието на компютърната им инфраструктура).
Може да се открият някои регионални разлики в употребата на думите нърд и гийк. Някои твърдят, че по Западното крайбрежие на Северна Америка хората предпочитали термина гийк пред нърд, а по Източното крайбрежие на Северна Америка предпочитали думата нърд пред гийк (вижте страницата на Елън Спъртъс на Най-секси гийк на живо). Други от Източното крайбрежие твърдят, че винаги са смятали, че думата нърд се използва пренебрежително, а гийк – в положителна светлина. Във Великобритания има тенденция прилагането на последното – думата нърд има по-обидно значение от това на гийк, която често се използва с умиление от говорещите британски английски.
Думата нърд влиза в употреба в английския в началото на 1950-те години, когато много ученици не смятат, че успехът в училище е „готин“. По тази причина нърд води началото си като обидна дума (въпреки че сега някои хора я възприемат като комплимент), а гийк се разпространява по-късно (през 1980-те) и е избегнала множество отрицателни значения. Като по-мек вариант на нърд, думата гийк може да се отнася и за хора без обществена значимост, докато нърд се отнася за хора, неспособни да общуват.

### Разлики
Нърдът е интелигентна личност, завладян от знанието и ученето.
За разлика от нърда, гийкът е личност, завладяна само от технологията. Много гийкове обаче гледат филми и четат художествена литература. В мозъка на гийка са активни центровете на логиката и на въображението, докато в мозъка на нърда има изключително активен център на логиката, а центърът на въображението работи под възможностите си.
Обикновено повечето нърдове също харесват технологията, но те основно се съсредоточават върху теоретичните знания, най-вече в областта на науката. Гледането на филми и четенето на книги не е част от културата на нърдовете. Истинските нърдове четат чисто научно книги от по 1500 страници и рядко излизат с приятели (ако изобщо имат такива).
И нърдовете, и гийковете са амбициозни, но по различен начин (гийкът: „Искам да направя пари с големите си умения на програмист!“; нърдът: „Искам да стана известен учен, по-известен от Айнщайн!“).
Животът на нърда се върти около трупането знания. Нърдовете обаче рядко мислят да използват знанията, които притежават. За разлика от тях, гийковете използват знанията си и прилагат квалификацията си от областта на технологиите във всекидневния си живот.
Възможно е някой нърд да има черти и на гийк. По същия начин, някои интелигентни гийкове могат да имат характерни черти и на нърдове, като например специален интерес към науката. Всъщност, повечето нърдове и гийкове имат общи характерни черти.
Гийкът обикновено е по-общителен от нърда, но както нърда, така и гийка няма умения за общуване. И гийковете, и нърдовете се гордеят с изключителната си интелигентност, но нърдовете обикновено са по-интелигентни от гийковете.
Нърдовете обичат да използват истинските си имена в Интернет, често съкратени, като трибуквени абревиатури от първите букви на трите им имена. Нърдовете могат да използват и прякори, съставени въз основа на истинските им имена, но те почти никога не крият истинските си имена. За разлика от тях, гийковете предпочитат да крият истинската си самоличност и използват прякори, често талисмани от научната фантастика или операционните системи.
Въпреки че между нърдовете и гийковете има сходства, те често не се харесват взаимно. Обаче знаят, че могат да се обогатят чрез взаимодействието си (например, даден нърд може да знае отлично информатика и математика, а даден гийк може да има изключителни умения на програмист).
Наложилата се масова култура не обича субкултурите на нърдовете и на гийковете, но след възникването на компютърното общество започва да възприема гийковете като необходимост (заради техните умения в областта на технологиите). Обаче нърдовете все още биват отбягвани от обществото (евентуално получават признание посмъртно или в случай, че даден нърд направи идеите си публично достояние и те имат положителен ефект върху обществото като цяло).
Но каквото и да си мисли обществото за тях, и нърдовете, и гийковете се гордеят с това, което са.

## Нърдовете и теорията за личността
В книгите на Дон Ричард Рисо и Ръс Хъдзън, а по-специално в „Разбиране на енеаграмата“ (Understanding the Enneagram), преработено издание 2000 г., стр. 180, т. 10, терминът „нърд“ се свързва с енеаграма тип 5.
Според индикатора на типовете на Майерс-Бригс гийковете и нърдовете са тип INTP или в по-малка степен – INTJ. Типът INTP е класически тип програмист, а INTJ класически тип учен. Това са интровертни (самовглъбени) интуитивни мислители (Introverted iNtuitive Thinkers). Като интроверни личности те се стимулират от мисли и идеи, а не от хора и вещи. Често те са напълно щастливи да прекарват часове отдадени на самотни дейности. Като интуитивни личности те са по-склонни към абстрактни идеи и сложни връзки, а не към конкретни примери или пряк опит. Като мислители те са по-вещи в логиката и аргументите, а не в чувствата и емоциите. Тази комбинация прави хората от тип INTP (INTJ) експерти по математика, логика и наука, като светските обноски са им непознати. Хората от типа INTJ са по-склонни да спазват социалните норми, поне доколкото ги забелязват, докато тези от типа INTP имат склонност към по-типично нърдовско поведение и активно се противопоставят на социалните правила, които смятат за ирационални и безсмислени. Например, дългата коса е изненадващо общо явление при мъжете от типа INTP.

## Гордостта на нърда
Професорът от Масачузетския технологичен институт (MIT) Джералд Съсман цели да вдъхне гордост у нърдовете:
Идеята ми е да дам на децата една представа, че е добре да си интелектуалец и да не обръщаш внимание на равностойния натиск да бъдеш анти-интелектуалец. Искам всяко дете да се превърне в нърд – което означава човек, който предпочита чрез наука и учение да се състезава за водеща роля в обществото.
-- Джералд Съсман, цитиран от Кети Хафнер, „Ню Йорк Таймс“ от 29 август 1994 г.
Филмът от 1984 г. Отмъщението на нърдовете разработва идеята за „гордостта на нърда“, за да се постигне комичен ефект.
В сюжета на един епизод от анимационния сериал Фриказоид, озаглавен „Nerdator“, се планира използване на нърдове, за да засилят мисълта на врага-хищник, който изрича незабравим монолог за важността на нърдовете:
„...това, което им липсва като физическа сила, те го компенсиран със силата на мозъка. Кой пише най-продаваните книги? Нърдовете. Кой режисира най-гледаните холивудски филми? Нърдовете. Кой създава най-напредналите технологии, които само те могат да разберат? Нърдовете. И кои са хората, които кандидатстват за президентския пост? Никой, освен нърдовете. “
Накрая обаче, след като биват изтъкнати недостатъците им, той решава да източи мозъците на добре изглеждащите празноглавци (но никой не се безпокои).

## Нърдът като небългарско понятие
„Нърд“ е дума, която не съществува в българския език. Нейното използване в Уикипедия е резултат от приетото правило в енциклопедията чуждите думи да се изписват на кирилица. Думата „nerd“ се използва в англоговорещия свят, преди всичко в САЩ, и навлиза в световната култура благодарение предимно на филмите с младежка насоченост, произведени в тази страна. В преводите на български език на тези филми думата винаги се превежда (директно или описателно) или се избягва. Причината за това е, че „nerd“ е част от светоглед нетипичен за българина. На думата може да се гледа като например за дълбоките културни различия между народите, за които ние рядко се замисляме. Друга възможна причина думата или неин директен превод да не е навлязла в българския език е, че и в САЩ понятието се появява едва във втората половина на XX век. Още повече, че то придобива популярност заедно с кибер-културата и заедно със синоними като „гийк“. От друга страна, обаче, преди „nerd“-ът да бъде обвързан с широкото използване на технологии, думата е можела да се преведе директно като „зубрач“.